# Teoria del network immunitario
La teoria del network immunitario è una teoria che spiega il funzionamento dell'immunità adattativa, sviluppata a partire dal 1974 principalmente da Niels Kaj Jerne e Geoffrey W. Hoffmann. La teoria afferma che il sistema immunitario è un "interacting network" ovvero una rete interattiva di linfociti e molecole che presentano una regione variabile (V). Queste regioni V legano non solo cose estranee ai vertebrati, ma anche altre regioni V all'interno del sistema stesso. Il sistema immunitario viene per questa ragione visto come una rete, con i componenti connessi gli uni agli altri tramite interazioni del tipo V-V.
Si suggerisce che il fenomeno descritto dalla teoria, in termini di rete, sia spiegabile anche con la teoria della selezione clonale.. Il campo applicativo della teoria del network simmetrico sviluppata da Hoffmann include il fenomeno della bassa dose e dell'alta dose di tolleranza, prima descritta per un singolo antigene da Avrion Mitchison, e confermata da Geoffrey Shellam e Gustav Nossal, Il ruolo di supporto e di soppressione delle cellule T, il ruolo di cellule accessorie non specifiche nella risposta immunitaria, e l'importantissimo fenomeno chiamato I-J.
Jern è stato insignito del premio nobel per la medicina nel 1984 in parte per il suo lavoro sulla selezione clonale, in parte per la sua proposta di concetto di rete immunitaria.
La teoria del network immunitario ha inoltre ispirato un sotto-campo di algoritmi simili alla rete neurale artificiale slegati dalla immunologia biologica. La teoria non ha pero prodotto alcuna ricaduta clinica in quanto generalmente non accettata dalla comunità clinica.

## La teoria del network immunitario simmetrico
Heinz Kohler fu coinvolto nella ricerca sul network idiotipico precoce e fu il primo a suggerire che le interazioni del network idiotipico fossero simmetriche. Geoffrey W. Hoffmann sviluppò una teoria dettagliata sul network immunitario basata su interazioni simmetriche stimolatorie, inibitorie e di killing. Questa teoria offre un quadro di comprensione di numerosi fenomeni immunologici basato su un basso numero di postulati. La teoria prevede le cellule come B produttrici di anticorpi, la cellule T in grado di regolare la produzione di anticorpi tramite le cellule B, cellule accessorie non specifiche (cellule A)
Gli anticorpi chiamati IgG presentano due regioni variabili (V) e un peso molecolare di 150.000.
Un ruolo centrale nella teoria è giocato da specifici fattori prodotti dalle cellule T con un peso molecolare approssimativamente di 50.000. che secondo la teoria avrebbero un'unica regione variabile (V)
Hoffmann propose che per brevità i fattori specifici delle cellule T fossero chiamati "tabs" I tabs sarebbero in grado di esercitare un potente effetto soppressivo sulla produzione degli anticorpi IgG in risposta a sostanze estranee (antigeni), come è stato rigorosamente dimostrato da Tomio Tada e i suoi collaboratori. Nella teoria del network simmetrico i tabs sono in grado di bloccare le regioni V e di avere un ruolo di stimolazione nei confronti delle cellule A una volta legato al recettore specifico.
Le interazioni simmetriche di stimolazione seguono il postulato che l'attivazione delle cellule B, delle cellule T e delle cellule A coinvolga un cross-linking dei recettori.
La teoria del network simmetrico è stata sviluppata con l'ausilio di modelli matematici, con lo scopo di esporre la memoria immune a qualsiasi combinazione di un alto numero di patogeni differenti, Il sistema impiega un alto numero di stati stazionari stabili. Il sistema è inoltre in grado di operare uno switch tra gli stati stabili, come è stato sperimentalmente osservato. Per esempio basse o alte dosi di antigene possono causare uno switch ad uno stato soppresso per quell'antigene, mentre dosi intermedie possono causare l'induzione dell'immunità.

### Risoluzione del paradosso I-J
La teoria spiega la capacità delle cellule T di avere un ruolo di regolazione sia nella stimolazione che nella soppressione della risposta immunitaria.
Nel 1976 due gruppi indipendenti riportarono nei topi un fenomeno chiamato I-J. Dal punto di vista della teoria del network simmetrico I-J è uno dei fenomeni immunologici più importanti, nonostante ciò per molti Immunologi che non abbiano familiarità con questa teoria I-J "non esiste". Questo a causa del fatto che I-J sembrerebbe essere mappato con il complesso maggiore di istocompatibilità e tuttavia nessun gene è stato riscontrato nel sito in cui numerosi esperimenti l'avrebbero collocato.. Questo è divenuto noto come il paradosso I-J.
Questo paradosso esita nella soppressione di cellule T e tabs, i quali esprimono entrambi determinanti I-J; insieme con la teoria del network simmetrico, la quale si basa sull'esistenza dei tabs non ottennero consensi. Nel frattempo comunque venne dimostrato che il paradosso I-J può essere risolto nel contesto della teoria del network simmetrico .
La risoluzione del paradosso I-J involve un processo selezione reciproca o co-selezione delle cellule T soppressor e delle cellule T helper il che significa che:
a) Sono selezionate le cellule T soppressor con una regione V che sia complementare a quante T helper sia possibile.
b) Le T helper sono selezionate non solo sull'affinità della regione V con le MHC di classe II ma anche sulla base delle regioni V che abbiano affinità con le corrispondenti regioni V selezionate delle cellule T soppressor. Le cellule T helper e T soppressor sono co-selezionate e costituiscono un costrutto a stabilizzazione reciproca, per un dato genoma di topo può esistere più di un set a stabilizzazione reciproca. La risoluzione del paradosso I-J conduce ad alcune conclusioni verificabili. 
Trattandosi pero' di una teoria che si basava fortemente sull'esistenza di un oggetto non esistente, la sua risoluzione resta comunque soggetta alle critiche sulla base per es.del Principio di falsificabilità. 

## Rilevanza nella comprensione della patogenesi da HIV
Un modello di network immunitario per la patogenesi da HIV venne pubblicato nel 1994 postulando che siano infettate dal virus specifiche cellule T. A questa pubblicazione ne seguì nel 2002 un'altra intitolata " L'HIV preferenzialmente infetta specifiche cellule T CD4+" 

Secondo la teoria del network immunitario la principale causa di progressione ad AIDS successivamente all'infezione da HIV non sarebbe l'uccisione da parte del virus dei linfociti T helper infettati dal virus. A seguito di un'infezione da HIV che riesce ad affermarsi, c'è una complessa interazione tra il virus HIV, le cellule T helper che infetta e le cellule T soppressor. Queste tre quasispecie applicano una pressione selettiva reciproca che spinge un'evoluzione in modo tale che prima o poi gli epitopi virali arrivano a mimare le regioni V della maggior popolazione delle cellule T soppressor. Una volta che ciò accade anticorpi anti-HIV possono cross-legare determinando l'uccisione della maggior parte della popolazione delle cellule T soppressorie. Questo esita in una disgregazione del sistema immunitario e porta ad ulteriori reazioni contro il self, come quelle contro la popolazione di cellule T helper. A questo punto il sistema immunitario adattativo è interamente compromesso e sopraggiunge l'AIDS. Quindi secondo questo modello l'insorgenza dell'AIDS è soprattutto una reazione auto-immune innescata dalla cross-reazione degli anticorpi anti-HIV con le cellule T soppressor. Una volta che sopraggiunge l'auto-immunità l'eliminazione del virus, (ad esempio tramite HAART) non sarà comunque sufficiente a ripristinare una funzione immunitaria corretta. La co-evoluzione delle quasi-specie sopra descritta necessita di tempi variabili in dipendenza delle condizioni iniziali al momento dell'infezione (es. gli epitopi dell'infezione primaria e lo stato stazionario della popolazione di cellule immunitarie dell'ospite) Il che spiegherebbe il perché ci sia un periodo variabile, che può differire notevolmente tra un paziente e l'altro considerando l'infezione con HIV e l'insorgenza di AIDS. Questo suggerisce inoltre che i vaccini convenzionali difficilmente potranno avere successo, almeno fino a che non saranno in grado di non provocare una risposta di tipo auto-immune. Questi vaccini potrebbero, in certi casi, causare ancora più danni, in quanto se questi derivano da un'infezione di tipo "maturo" questi virioni avranno già sviluppato un'alta affinità nei confronti dell'epitopo in grado di cross-reagire (vedi sopra), quindi il risultato nell'indurre anticorpi anti-HIV provenienti da infezioni mature permette al virus di arrivare più rapidamente al suo bersaglio. Il modello non ha prodotto alcuna ricaduta clinica.

## Vaccino anti HIV basato sulla teoria del network immunitario
Un vaccino anti HIV basato sul sistema del network immunitario è stato descritto. Il vaccino è modellato sulla teoria del network con la risoluzione del paradosso di Oudin-Cazenave. Questo è un fenomeno che non ha senso nel contesto della selezione clonale, senza prendere in considerazione le interazioni del network idiotipico. Il vaccino è costituito da complessi di un anticorpo anti-anti-HIV e antigene HIV ed è progettato per indurre la larga neutralizzazione degli anticorpi anti-HIV. Un anticorpo anti-anti-HIV adatto per l'uso in questo vaccino è l'anticorpo monoclonale 1F7, scoperto da Sybille Muller e Heinz Kohler e i loro colleghi. Questo anticorpo monoclonale lega gli anticorpi anti-HIV neutralizzandoli ampiamente.. Nessun uso clinico del vaccino è mai stato effettuato.